# Leon Fortunat Pękosławski
Leon Fortunat Skuba-Pękosławski (ur. 31 maja 1868 w Warszawie, zm. 28 maja 1942 w Lesie Sękocińskim koło Magdalenki) – polski lekarz neurolog, działacz społeczny, orientalista, podróżnik, malarz.
Syn Stanisława Pękosławskiego i Ludwiki z domu Nasbert. Ukończył gimnazjum w rodzinnym mieście (1887), następnie rozpoczął studia orientalistyczne w Petersburgu, został jednak relegowany z uczelni za związki z Polską Partią Socjalistyczną. Studia kontynuował na wydziale lekarskim Cesarskiego Uniwersytetu Warszawskiego. W 1893 otrzymał dyplom lekarski. Od 1893 praktykował w Sosnowcu, od 1894 w Sielcu. W 1896 zamieszkał w Mohylowie.
Podczas II wojny światowej zastępca szefa sanitarnego Polskiego Czerwonego Krzyża i szef sanitarny Kadry Polski Niepodległej. Za działalność konspiracyjną aresztowany przez Niemców i rozstrzelany w masowej egzekucji w Lesie Sękocińskim pod Magdalenką.

## Prace
- Ka'b bin Zuhayr, Leon Skuba-Pękosławski (tłum). Kasyda (Oda) Ka'b'a syna Zuhajra i Święty płaszcz Mahometa (Khirka-i-Szerif). Imprimerie Catholique, 1931
- Z podróży po Wschodzie. Kurjer Warszawski (1931, 1932)[1]